# Frédéric IV (roi de Danemark)

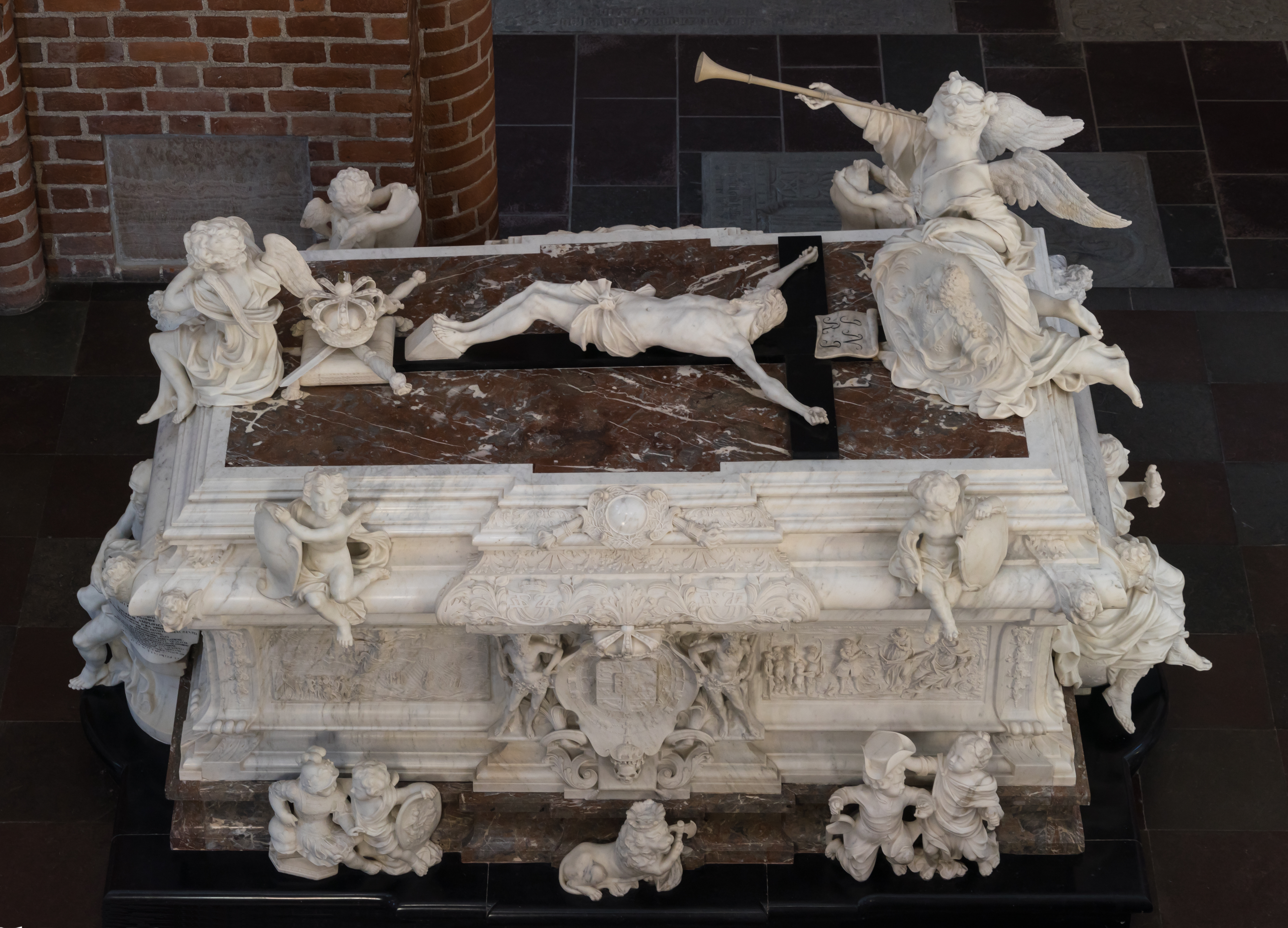
Son tombeau dans la cathédrale de Roskilde.

Pour les articles homonymes, voir Frédéric, prince de Danemark.
Frédéric IV (en danois et norvégien : Frederik IV) né à Copenhague le 11 octobre 1671 et mort à Odense le 12 octobre 1730, est roi de Danemark et de Norvège de 1699 à sa mort.

## Biographie
Frédéric IV est le fils du roi Christian V et de Charlotte-Amélie de Hesse-Cassel. Il succède à son père sur le trône à sa mort, le 25 août 1699.

### La revanche partielle sur la Suède
Le règne de Frédéric IV est en grande partie consacré à la recherche d'une revanche sur la Suède, pour le contrôle des détroits de la mer Baltique. Il nourrit le dessein d'annihiler les traités de Roskilde (1658) et de Copenhague (1660) par lesquels le Danemark avait été contraint d'abandonner ses possessions dans le sud de la Suède, la Scanie et le Halland.
Il participe à la grande guerre du Nord (1709 – 1720), aux côtés de la Russie, contre Charles XII de Suède. Il est vite contraint à signer la paix de Travendal (1700), désastreuse pour le Danemark. Profitant de la défaite de Charles XII à Poltava en 1709, il reprend la guerre. La paix de Frederiksborg (1720) lui procure quelques gains territoriaux sur la Suède (place forte de Stralsund). Il rattache en outre au Danemark le Schleswig méridional, annexé au détriment du duché de Holstein, allié de la Suède. Il forme cependant une entité séparée de la couronne de Danemark, en union personnelle avec cette dernière.

### L'œuvre intérieure
Entre 1708 et 1713, il commande de nombreux pastels à la peintre italienne Rosalba Carriera.
Frédéric IV est un luthérien convaincu. Il s'attache au développement de l'enseignement, revêtu d'une forte connotation religieuse. Le 19 septembre 1716, il publie une Ordonnance sur les écoles danoises et les instituteurs de Copenhague (Forording anlangende danske skoler og skoleholdere i staden Kjöbenhavn). Elle est complétée le 28 mars 1721 par l'Instruction for skolemestrene i rytterdistrikterne : vingt écoles doivent être créées dans chacun des douze districts relevant de la couronne. L'instituteur doit se consacrer à l'enseignement de la lecture et de la religion.
Sa plus grande réforme fut l'abolition du servage en 1702, le vomedskab, une sorte de servitude imposée aux paysans de Seeland depuis le Moyen Âge.
Après la guerre, le commerce et la culture furent florissants. Le théâtre danois fut créé et le grand dramaturge Ludwig Holberg commença sa carrière. L'évangélisation du Groenland se fit grâce au missionnaire Hans Egede.
Au cours du règne de Frédéric IV, le royaume fut frappé par deux catastrophes : la peste en 1711 et le grand incendie de la capitale médiévale. Bien que Frédéric IV fût convaincu par Ole Rømer d'introduire le calendrier grégorien au Danemark et en Norvège en 1700, les calculs et les observations de l'astronome figurèrent parmi les trésors détruits lors de l'incendie.
Après deux voyages en Italie, Frédéric IV fit construire dans un style baroque italien le château de Frederiksberg (1700 à 1735) et le château de Fredensborg (1720 à 1726) ; tous deux furent considérés comme le symbole de la conclusion de la grande guerre du Nord.

## Sources des ordonnances
Les ordonnances de Frédéric IV sont publiées en recueil : Kong Frederich den Fierdes allernaadigste forordninger og aabne breve, fra den 26 Augusti aar 1699 (til 1730), [Kiøbenhavn] : Kongl. Boogtrykkerie, [s. d.], 35 part. en 8 vol.. Ce recueil est consultable à la Bibliothèque nationale de France.

## Famille
Frédéric IV se marie en premières noces le 16 décembre 1695 avec Louise de Mecklembourg-Güstrow (1667 – 1721), fille du duc Gustave-Adolphe de Mecklembourg-Güstrow et de Madeleine-Sibylle de Holstein-Gottorp. Ils ont cinq enfants :
- Christian (28 juin 1697 – 1er octobre 1698) ;
- Christian VI (1699 – 1746), roi de Danemark ;
- Frédéric-Charles (23 octobre 1701 – 7 janvier 1702) ;
- Georges (6 janvier 1703 – 12 mars 1704) ;
- Charlotte-Amélie (1706 – 1782) ;

Le 6 septembre 1703, alors qu'il est toujours marié à Louise, Frédéric IV épouse en secret la dame de compagnie Élisabeth Helene von Vieregg (4 mai 1679 – 27 juin 1704). Elle lui donne un fils :
- Frédéric (8 juin 1704 – 9 mars 1705).

En 1712, Frédéric IV contracte à nouveau un mariage secret avec Anne-Sophie de Reventlow (1693 – 1743), fille du comte Conrad de Reventlow (en) et de Sophie-Amélie Hahn. Il l'épouse à nouveau officiellement le 4 avril 1721, moins d'un mois après la mort de Louise. Ils ont trois enfants :
- Christiane-Amélie (23 octobre 1723 – 7 janvier 1724) ;
- Frédéric-Christian (1er juin 1726 – 15 mai 1727) ;
- Charles (16 février 1728 – 8 juillet 1729).

## Distinctions
- 10 septembre 1725 : Ordre de Saint-Alexandre Nevski
- Ordre de l'Aigle blanc